# NewPipe
NewPipe є FOSS media player'ним застосунком, який більше відомий як один із YouTube'ових клієнтів. Він доступний у застосунковій крамниці F-Droid, і тому його можливо встановити лише на пристрої з системою Андроїд. Він часто використовується як альтернатива офіційному застосункові YouTube'а.

## Історія версій
Напочатку NewPipe було видано під версією 0.3. Це сталося 4 вересня 2015 та було розроблено Христіаном Шабезбнерґом. 
- Шукання та програвання YouTube'ових відео (з 0.3)[5]
- Завантаження аудіо та відео (з 0.3)
- Програвання аудіо без відео (з 0.4.1)
- Відображення схожих відео (з 0.6)
- Підтримка для відображення YouTube'ових каналів (з 0.8.5)[6]
- Віконний програвач (з 0.8.12[7]), (повноцінна реалізація з версії 0.9.5)[8]
- Підписання до каналів за допомогою RSS (з 0.10.0)
- Підтримка відображення сторінок сайту як "Набуває популярності" розділів YouTube'у (з 0.11.0)
- SoundCloud'ова підтримка (з 0.11.5)[9]
- Внутрішні плейлисти та субтитри (з 0.12.0)
- Програвання відео наживо та екс/імпортування підписок (з 0.13.0)

## Технологія
NewPipe не користується офіціним YouTube'овим API, проте скрапінґує вебсайт на відео та метадані (як лайки, дизлайки так кількість переглядів). Це зроблено навмисно аби зменшити обсяг даних для обмінювання за Ґуґлом. Назвою web-scraping'ового приладу є NewPipe-Extractor, і він є самостійним проектом. NewPipe-Extractor також використовується у застосункові під назвою SkyTube.
У новіших версіях застосунку, витягувач даних має підтримку YouTube'у та SoundCloud'у, a також існують плани на додавання до списку інших платформ.
Через те що NewPipe має змогу використовувати YouTube без використання його API або відображення реклам, це б суперечило Ґуґловим умовам використання, якби він був доступний у Google Play Store'і. 

## Цікавинки
1 квітня 2018 року, як першоквітневий жарт, з'явився допис на офійному сайтові NewPipe'у, стверджуючи що NewPipe буде випущено в онлайновій крамниці Google Play, бо домовленість з обох боків була досягнута

## Відсилання
1. ↑  Čihař, Michal. NewPipe. Hosted Weblate (англ.). Архів оригіналу за 9 березня 2021. Процитовано 19 червня 2018.
2. ↑  NewPipe | F-Droid - Free and Open Source Android App Repository. f-droid.org (англ.). Архів оригіналу за 8 липня 2021. Процитовано 18 червня 2018.
3. ↑  YouTube Alternatives for Android - AlternativeTo.net. AlternativeTo (англ.). Архів оригіналу за 14 травня 2012. Процитовано 18 червня 2018.
4. ↑  NewPipe, Christian Schabesberger,. Press information - NewPipe a free YouTube client. newpipe.schabi.org (англ.). Архів оригіналу за 30 жовтня 2020. Процитовано 18 червня 2018.{{cite web}}:  Обслуговування CS1: Сторінки з посиланнями на джерела із зайвою пунктуацією (посилання)
5. ↑  Releases TeamNewPipe/NewPipe (англ.). Процитовано 18 червня 2018.
6. ↑  TeamNewPipe/NewPipe. GitHub (англ.). Архів оригіналу за 31 липня 2021. Процитовано 18 червня 2018.
7. ↑  TeamNewPipe/NewPipe. GitHub (англ.). Архів оригіналу за 14 серпня 2021. Процитовано 18 червня 2018.
8. ↑  Releases TeamNewPipe/NewPipe (англ.). Процитовано 18 червня 2018.
9. ↑  Releases TeamNewPipe/NewPipe (англ.). Процитовано 18 червня 2018.
10. ↑  TeamNewPipe/NewPipeExtractor. GitHub (англ.). Архів оригіналу за 15 липня 2021. Процитовано 19 червня 2018.
11. ↑  ram-on/SkyTube. GitHub (англ.). Архів оригіналу за 11 червня 2018. Процитовано 19 червня 2018.
12. ↑  NewPipe – YouTube Android app with more controls and no Google. SlashGear. 20 липня 2017. Архів оригіналу за 22 вересня 2020. Процитовано 19 червня 2018.
13. ↑  Legal question · Issue #969 · TeamNewPipe/NewPipe. GitHub (англ.). Архів оригіналу за 20 червня 2021. Процитовано 19 червня 2018.
14. ↑  NewPipe, theScrabi,. NewPipe in Google Play Store - NewPipe. newpipe.schabi.org. Архів оригіналу за 19 червня 2018. Процитовано 19 червня 2018.{{cite web}}:  Обслуговування CS1: Сторінки з посиланнями на джерела із зайвою пунктуацією (посилання)

## Зовнішні ланки
- NewPipe Website [Архівовано 26 липня 2018 у Wayback Machine.]
- App Page [Архівовано 3 серпня 2018 у Wayback Machine.] on F-Droid
- Repository [Архівовано 12 серпня 2018 у Wayback Machine.] on GitHub